# Jurij Pantjuchov
Jurij Borisovič Pantjuchov (in russo Юрий Борисович Пантюхо́в?; Mosca, 15 marzo 1931 – Mosca, 22 ottobre 1982) è stato un hockeista su ghiaccio sovietico.

## Palmarès

### Olimpiadi invernali
- 1 medaglia:
  - 1 oro (Cortina d'Ampezzo 1956)